# 프랭크 윌슨 (배우)
프랭크 윌슨(Frank Wilson, 1924년 4월 11일 ~ 2005년 10월 24일)은 오스트레일리아의 배우, 텔레비전 배우이다.

## 영화
- 크래커잭 (2002년)
- 더 웰 (1997년)
- 실루엣 (1992년)
- 블랙 로브 (1991년)
- 패티 핀 (1980년)
- 클럽 (1980년)
- 패트릭 (1978년)
- 마피아 결투 (1974년)